# Trable s tribbly
Trable s tribbly (v anglickém originále The Trouble with Tribbles) je patnáctý díl druhé řady seriálu Star Trek. Premiéra epizody v USA proběhla 29. prosince 1967, v České republice 27. prosince 2002.

## Příběh
Hvězdného data 4524.2 kosmická loď USS Enterprise NCC-1701 pod vedením kapitána Jamese Tiberius Kirka zachycuje signál priority 1 z vesmírné stanice K-7, který značí částečnou nebo úplnou zkázu. Protože se stanice nachází poblíž Shermanovy planety, o kterou se pře Federace s Klingony, Kirk dává povel k setkání se stanicí. Když loď doráží ke stanici K-7, je zřejmé, že žádné zjevné ohrožení není. Kapitán Kirk je značně rozhořčen, že správce stanice použil signál priority jedna neoprávněně a vydává se s panem Spockem na stanici. Zde se setkává i s Nilzem Barisem, podtajemníkem Federace v zemědělských záležitostech a jeho asistentem Arne Darvinem. Správce vysvětluje, že rozkaz pochází od Barise, který vysvětluje, že potřebuje všechny bezpečnostní členy Enterprise pro hlídání skladů kvadrožitovce, obdoby žita určeného pro Shermanovu planetu. Kirk je tímto naprosto rozhořčen, ale na přimluvení správce povolává dva členy posádky pro hlídání skladů. Baris je dotčen tím, že k úkolu bylo přiděleno tak málo mužů. Kirk dává zbytku posádky volno.
V baru stanice K-7 se poručíci Uhura a Pavel Čechov setkávají s Cyrano Jonesem, nezávislým obchodníkem, který se snaží barmanovi prodat malá, chlupatá zvířata zvaná tribblové. Barman je nechce, ale když Uhura projeví zájem, začne s Jonesem smlouvat. Mezitím zvíře sní něco kvadrožitovce, které měl s sebou Čechov. Jones uzavře obchod a jednoho tribbla věnuje Uhuře. Na Enterprise Kirk mluví se zástupcem Hvězdné flotily, který mu nařizuje vyhovět požadavkům podtajemníka Barise. Zároveň se Kirk dozvídá, že nese za celý projekt odpovědnost. Krátce po ukončení komunikace posádka upozorňuje Kirka, že se objevila loď Klingonů. Kapitán se na stanici setkává s velitelem klingonské lodi, Kolotem. Kolot ujišťuje Kirka, že chce zde pouze strávit dovolenou a připomíná Organiskou mírovou dohodu s Federací, která jim pobyt na základně nezakazuje. Kirk stanovuje podmínku, že na stanici může být pouze dvanáct Klingonů najednou a každý bude sledován jedním členem Enterprise. Kolot ujišťuje Kirka, že soužití na stanici bude mírové. Na Enterprise se Uhuřinému tribblovi narodilo několik mláďat. Uhura je rozdala členům posádky a jedno dala i Dr. McCoyovi. Baris si stěžuje Kirkovi, že na stanici jsou Klingoni a svůj náklad považuje za ohrožený, ale Kirk jej odbývá s tím, že nemůže proti tomuto nic dělat. Když navštíví McCoye, aby mu dal lék proti migréně, všimne si, že doktor má tribblů jedenáct. McCoy mu oznamuje poznatek, že 50% každého tribbla je zaměřeno na rozmnožování a budou-li se krmit, bude jich víc. Kirk to bere na lehkou váhu a doporučuje založit porodnici. Zatím ve staničním baru zatím tráví svou dovolenou Čechov a Scotty, ale také partička Klingonů. Když opět přijde Jones prodat barmanovi další tribbly ukazuje se, že sice zvířátka příjemně vrní na lidi, ale začnou ječet v přítomnosti Klingonů a anii Klingoni je nestrpí ve své blízkosti. Jeden z klingonské posádky začne provokovat řečmi na účet lidské rasy. Čechov na to chce zareagovat, ale Scotty jej uklidní. Klingon začne veřejně urážet kapitána Kirka a Scotty opět uklidňuje mladého poručíka, aby se nenechal vyprovokovat. Když ovšem začne urážet samotnou Enterprise a navrhne, aby svážela odpad, Scotty sám dá první ránu. Výsledkem z toho je zrušení dovolené a "domácí vězení" pro všechny zúčastněné členy Enterprise.
Enterprise začíná být zahlcena tribbly včetně můstku. McCoy zjistil, že se už rodí v březí a Spock dodává, že při pokračování tohoto trendu bude loď brzy totálně zahlcena. Kirk dává rozkaz vyčistit loď od tribblů a nechává si zavolat Jonese. Obviňují jej, že musel vědět o potenciálním nebezpečí umístění tribblů mimo přirozené prostředí s predátory. Posléze přichází Baris s Darvinem a upozorňují Kirka na možnost přítomnosti klingonského špióna, což je podle nich Syrano Jones. Spock je ujišťuje, že jeho minulost již prověřili, ale nejde o špióna, nýbrž o obchodníka, který neporušil nikdy předtím závažně zákon. Loď je čím dál více zamořena tribbly a Scotty upozorňuje, že jich je plno i ve větracích šachtách. Spock podotýká, že to samé se děje i na stanici, kde šachty vedou do skladu zrní kvadrožitovce. Kirk a Spock se rychle vydávají ke skladištím, ale již nacházejí pouze sklady plné tribblů, které zasypaly Kirka až po prsa. Zrní je všechno pryč a Baris jej obviňuje, že je za selhání rozvojového projektu odpovědný. Spock si všímá, že několik tribblů je mrtvých. McCoy oskenuje hromadu tribblů ve které je Kirk zasypán a konstatuje, že většina jich je mrtvých a zbytek brzy zemře. Kirk chce znát důvod jejich smrti. Při jednání svolá Kirk správce stanice, velitele klingonské lodi i Barise. Když dva členové posádky odnáší z místnosti několik tribblů začnou prskat a ječet. Kirk tribbly přinese postupně ke Spockovi, Barisovi a všude předou, ale pouze u Klingonů ječí. Stejně se projevují i u asistenta Darvina. McCoy jej oskenuje a potvrzuje, že jde o klingona a nikoliv o člověka. Baris jej nechává uvrhnout do vazby a Kirk vykazuje členy klingonské lodi z prostoru Federace. Kirk a Spock ještě s musí dořešit s Jonesem zamoření stanice tribbly. Spock jej upozorňuje, že za převoz nebezpečných zvířat mu hrozí dvacet let v nápravné kolonii. Baris musí souhlasit s Kirkovým náhradním řešením, že všechny tribbly uklidí. Spock opět upozorňuje, že to bude trvat 19,1 let.
Na Enterprise už nejsou žádní tribblové a když se Kirk ptá, kde jsou, Scotty, Spock i McCoy přehazují na sebe odpověď jako horký brambor. Nakonec Scotty přiznává, že je transportoval do strojovny klingonské lodi, než odletěla zpět do Klingonské říše.

## Zajímavosti
- Vesmírná stanice K7 byla vytvořena podle modelu pro plánovanou měsíční stanici z kraje 60. let.[2]
- David Gerrold, tvůrce více než 50 knižních titulů sci-fi a držitel mnoha cen se zapsal do povědomí fanoušků právě jako člověk, který dal světu tribbly, z čehož neměl velkou radost, ale nakonec se s tím smířil.[3]
- Triblové se vyskytují v několika dalších epizodách seriálů Star Trek: Animovaný seriál, Star Trek: Stanice Deep Space Nine, ale i v posledním celovečerním filmu Star Trek, kde lze tribbla vidět na Scottyho pracovním stole, na planetě Delta Vega, kde se poprvé setkává s kapitánem Kirkem a původním Spockem. Samozřejmě se objevují také v knihách.
- Na tuto epizodu značně navazuje díl Další trable s tribbly seriálu Star Trek: Stanice Deep Space Nine, kde se posádka Defiantu dostává do minulosti na stanici K-7 díky bývalému klingonskému agentovi Darwinovi, kterému události na K-7 zničily kariéru a chce se vrátit v čase a pozměnit historii. V této epizodě je také objasněno, proč Klingoni vypadali v událostech původního seriálu jinak.